# Niccolò di Pitigliano

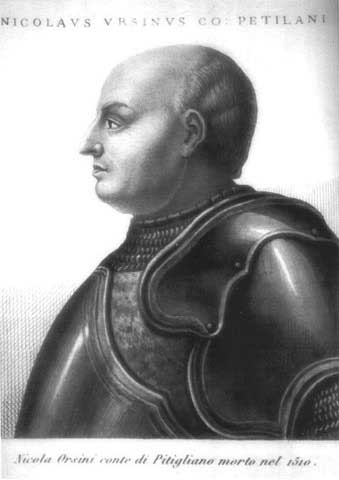
Niccolò di Pitigliano

Niccolò di Pitigliano (Pitigliano, 1442-Lonigo, enero de 1510) fue un condottiero italiano, más conocido como el capitán-general de los venecianos durante la guerra de la Serenísima República de Venecia contra la Liga de Cambrai. Fue un miembro de la poderosa familia feudal del Orsini, perteneciendo a línea de los Pitigliano.

## Biografía

### Infancia
Niccolò di Pitigliano nació en Pitigliano, en el Maremma, hijo de Aldobrandino II,  Conde de Pitigliano, y de su mujer Bartolomea. Era el descendiente de un Orsini Romano ["Romanello"], Conde de Nola, quien había adquirido la Signoria de la minúscula ciudad-estado  Toscana de Pitigliano en 1293 por casarse con Anastasia de Montfort, heredera de los Aldobrandeschi, Señores de la ciudad. Sus padres provienen de ramas diferentes del clan Orsini.
Armado con la reputación que viene con un nombre famoso, las conexiones y enlaces dinásticos con muchas de las familias gobernantes de Italia, y con su propio feudo privado como base, tanto Niccolò como su padre Aldobrandino hicieron carreras como mercenarios que toman Condottieri (contratos de mercenario) con Florencia, Siena, el Papa, y el Reino de Nápoles en varios momentos.

### Carrera como condottiero
Una lista cronológica de los primeros contratos de Niccolò di Pitigliano le muestran moviéndose entre los mismos empleadores y prestando su servicio con el mismo Estado más de una vez.
Los condottieri más significativos de Niccolò di Pitigliano son los siguientes:
- 1458 – El Papado
- 1463 – Reino de Nápoles
- 1473 – Florencia, con el rango de Mariscal de Campo de la República
- 1481 – Reino de Nápoles
- 1482 – El Papado
- 1485 – Florencia, con el rango de Capitán General de la República (el rango militar más alto de Florencia)
- 1489 – El Papado, como Capitán General de la Iglesia
- 1495 – Venice

### En servicio veneciano y la Guerra de la Liga de Cambrai
Desde 1495 y hasta el fin de su vida Niccolò di Pitigliano quedó al servicio de Venecia como Governatore Generale delle Milizie Veneziane (Gobernador General de las Fuerzas Venecianas). La cúspide de su carrera fue el papel que jugó en la Guerra entre la República de Venecia y la Liga de Cambrai.
En la primera década del siglo XVI, el Papa Julio II planeó eliminar el poder de Venecia en Italia del norte y para este fin creó la Liga de Cambrai (así nombrada por Cambrai, donde las negociaciones tuvieron lugar), una alianza contra la República que incluía, además de él, a Luis XII de Francia, al Emperador Maximiliano I, y a Fernando de Aragón.
El 15 de abril de 1509, el Rey Luis XII de Francia dejó Milán al frente de un ejército francés y se desplazó rápidamente a territorio veneciano. Para oponérsele, Venecia envió a un ejército bajo las órdenes de Niccolò di Pitigliano y de su primo Bartolomeo d'Alviano (también un miembro del clan Orsini).
Los desacuerdos entre Pitigliano y Alviano acerca de la mejor forma de detener el avance francés impidió a ambos unir sus fuerzas para oponerse a los franceses. Consecuentemente, cuando Luis cruzó el Río Adda a principios de mayo y Alviano se adelantó para encontrarlo, Pitigliano, creyendo que era mejor evitar una batalla, se desplazó hacia el sur
El 14 de mayo, Alviano enfrentó a los franceses en la Batalla de Agnadello; en desventaja numérica, mandó peticiones para refuerzos a su primo, quién respondió con órdenes de detener la batalla y continuó en su camino. Alviano, desobedeciendo esta nueva orden, continuó el enfrentamiento; su ejército fue finalmente rodeado y destruido.
Pitigliano logró evitar encontrarse a Luis; pero sus tropas mercenarias, al oír de la derrota de Alviano,  habían desertado en grandes números a la mañana próxima, forzándole para retroceder a Treviso con el resto del ejército veneciano.
El colapso veneciano estaba completo; Luis procedió a ocupar territorio veneciano hacia el este hasta llegar a Brescia sin encontrar resistencia significativa. Las ciudades importantes que no habían sido ocupadas por los franceses—Padua, Verona, y Vicenza—quedaron indefensas debido a la retirada de Pitigliano y se rindieron ante Maximiliano cuando los emisarios Imperiales llegaron en el Veneto.

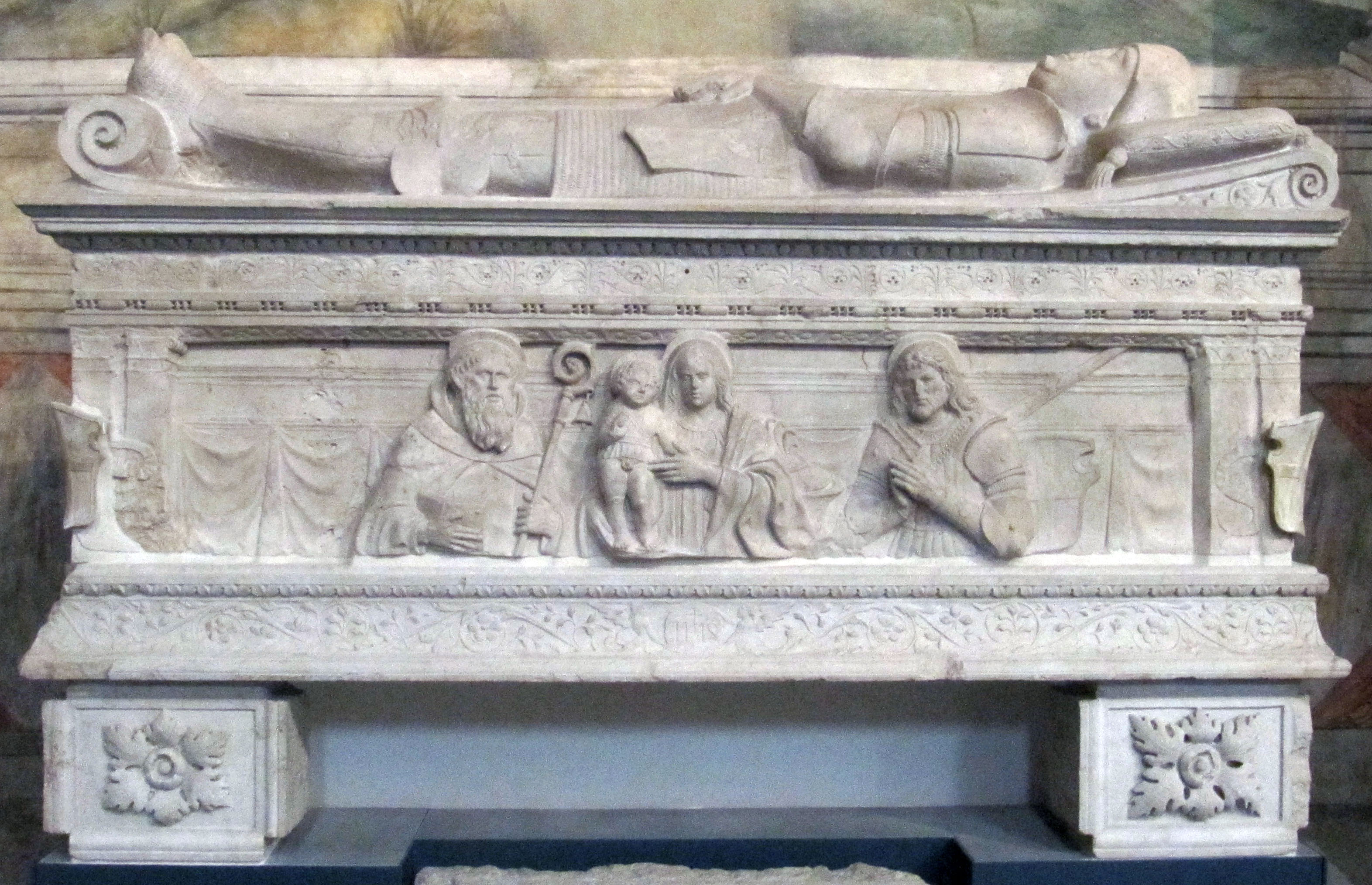
Tumba de Nicolás Orsini, Brescia, Museo de Santa Giulia

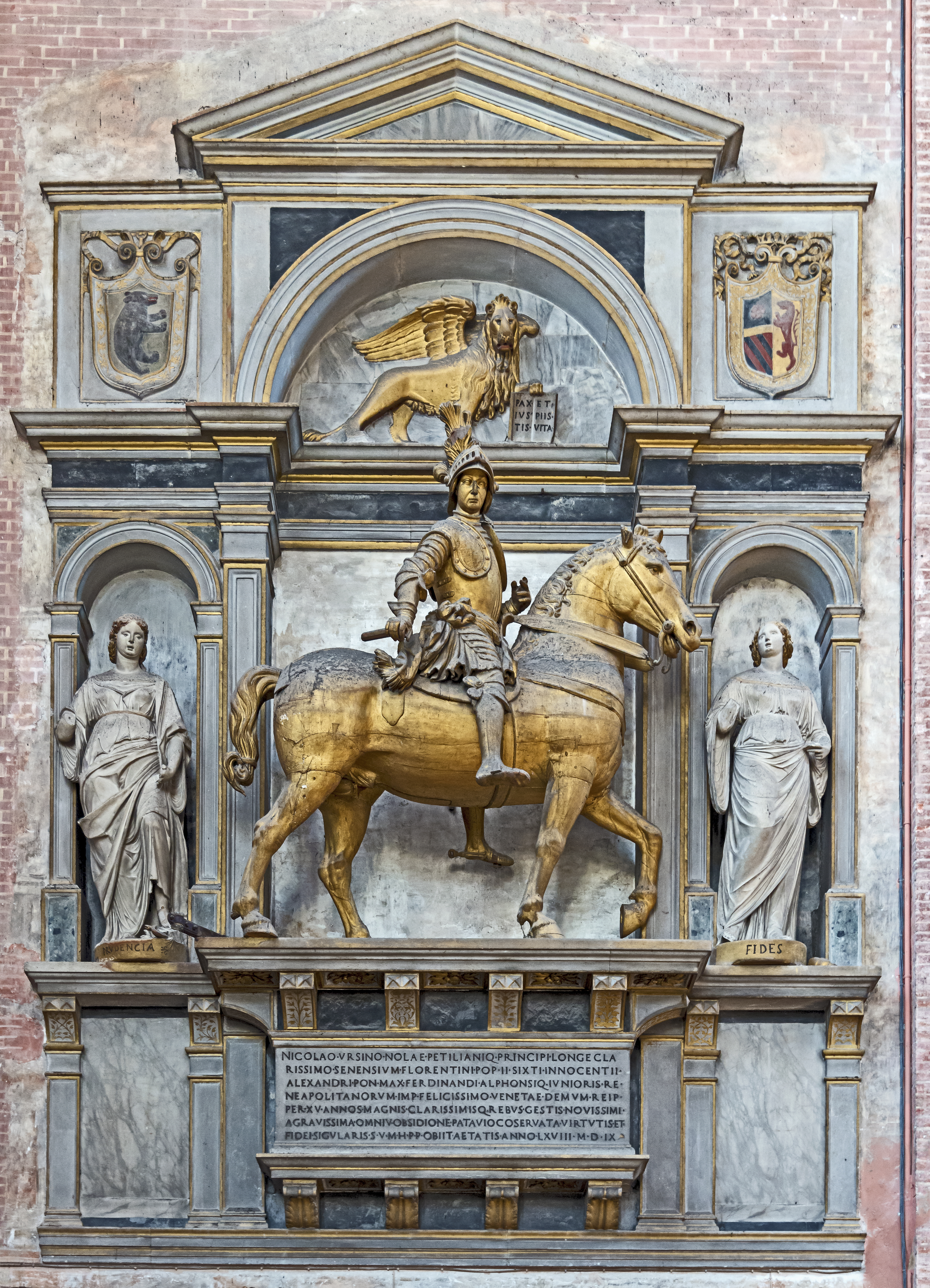
Su tumba en Basílica de San Juan y San Pablo

Julio, habiendo emitido un interdicto contra Venecia que excomulgaba a todos los ciudadanos de la República, invadió el Romagna y ocupó Ravenna con la asistencia del Duque de Ferrara, quién se había unido a la Liga y ocupó el Polesine para sí.
Los gobernadores Imperiales recién llegados, aun así, pronto fueron impopulares. A mitad de julio, los ciudadanos de Padua, ayudados por los destacamentos de la caballería veneciana bajo la orden del proveditor Andrea Gritti, organizaron una revuelta; los lansquenetes atrincherados en la ciudad eran demasiado pocos en número para montar una resistencia eficaz y Padua regresó a control veneciano el 17 de julio.
El éxito de la revuelta finalmente obligó a Maximiliano a tomar acción. A inicios de agosto, un ejército Imperial masivo, acompañado por cuerpos de tropas francesas y españolas, movidos de Trento al Veneto.  Debido a una carencia de caballos, así como desorganización general, las fuerzas de Maximiliano no alcanzarían Padua hasta septiembre, dándole a Pitigliano tiempo para concentrar las tropas como estaban disponibles a él en la ciudad. El Asedio de Padua empezó el 15 de septiembre; a pesar de que las artillerías francesa e Imperial lograron derrumbar los muros de Padua, los defensores lograron mantener la ciudad hasta que Maximiliano, impaciente, levantó el asedio el 30 de septiembre y se retiró a Tyrol con el grueso de su ejército.
A mitad de noviembre, Pitigliano regresó a la ofensiva; las tropas venecianas vencieron fácilmente a las fuerzas Imperiales restantes, capturando Vicenza, Este, Feltre, y Belluno. A pesar de que falló un ataque subsiguiente sobre Verona, Pitigliano logró destruir una armada Papal bajo las órdenes de Francisco II de Gonzaga en el proceso.
Un ataque de río en Ferrara por la flota de galeras venecianas bajo Angelo Trevisan falló, sin embargo, cuando los barcos venecianos, anclados en el Río Po, fueron hundidos por la artillería Ferraresa; y una nueva avanzada francesa pronto forzó a Pitigliano a retirarse de nuevo a Padua.
La Guerra de la Liga de Cambrai continuó, pero en enero de 1510 Niccolò di Pitigliano murió en Lonigo. Fue enterrado en la Basílica de San Juan y San Pablo, un sitio de entierro tradicional de los doges.

## Familiar
Niccolò di Pitigliano estuvo casado dos veces. Primero en 1467, con Elena dei Conti Montalcino (quien murió en Nola en 1504) y después con Guglielmina, una mujer de nacimiento humilde, como se atestigua en un testamento de 1529.
Con su primera mujer tuvo nueve hijos e hijas, entre los cuales están: Francesca (nacida en 1469, murió en 1562), quien se casó con Don Sigismondo Carafa, Príncipe de Aliano en 1500, y Ludovico (muerto en 1534) quién le sucedió como Conde de Pitigliano.
Su conexión con la familia Carafa se demuestra por su presencia en la Disputa de Santo Tomás pintada por Filippino Lippi en el Capilla Carafa en la basílica de Santa Maria sopra Minerva, Roma.